# Рогово (гміна, Жнінський повіт)
Гміна Рогово (пол. Gmina Rogowo) — сільська гміна у північній Польщі. Належить до Жнінського повіту Куявсько-Поморського воєводства.
Станом на 31 грудня 2021 у гміні проживало 6781 особа.

## Площа
Згідно з даними за 2007 рік площа гміни становила 178.56 км², у тому числі:
- орні землі: 60.00%
- ліси: 33.00%

Таким чином, площа гміни становить 18.14% площі повіту.

## Населення
Станом на 31 грудня 2021:
| Опис     | Загалом | Загалом | Чоловіки | Чоловіки | Жінки | Жінки |
| -------- | ------- | ------- | -------- | -------- | ----- | ----- |
| одиниця  | осіб    | %       | осіб     | %        | осіб  | %     |
| все      | 6781    | 100     | 3371     | 49.7     | 3410  | 50.3  |
| міське   | 0       | 100     | 0        |          | 0     |       |
| сільське | 6781    | 100     | 3371     | 49.7     | 3410  | 50.3  |

## Сусідні гміни
Гміна Рогово межує з такими гмінами: Гонсава, Гнезно, Яновець-Велькопольський, Мелешин, Могільно, Тшемешно, Жнін.